# George Ratliff
George Ratliff (Amarillo, Texas, 11 oktober 1968) is een 'onafhankelijke' (independant) film- en documentairemaker.
Voormalig journalist Ratliff verwierf zijn grootste bekendheid door voor zijn tweede documentaire in 2001 een groep fundamentalistische Christenen te volgen tijdens het maken van een van hun jaarlijkse Hell houses. De productie was een poging van Ratliff om op een objectieve manier mensen getuige te laten zijn van zowel hun eigen als andermans (overdrachtelijke) tunnelvisies. Ratliff groeide zelf ook op in zo'n, naar eigen zeggen, zwaar conservatief gebied: Amarillo. Daar doorliep hij de filmschool op de University of Texas. Daarna verhuisde hij naar New York.
In 2007 nam de Amerikaan deel aan het Sundance Film Festival in de categorie Independent Film Competition met zijn rolprent Joshua.

## Documentaires
- Hell House (2001)
- Plutonium Circus (1995)

## Films
- Welcome Home (2018)
- Salvation Boulevard (2011)
- Joshua (2007)
- Purgatory County (1996)

## Prijzen
- Golden Gate Award op het San Francisco International Film Festival voor Hell House.
- Beste documentaire op het SXSW Film Festival voor Plutonium Curcus.

- Bibsys: 6018771
- Biblioteca Nacional de España: XX4672197
- Bibliothèque nationale de France: cb16085639j (data)
- Gemeinsame Normdatei: 142209961
- International Standard Name Identifier: 0000 0001 1583 2051
- Library of Congress Control Number: no2007042775
- Virtual International Authority File: 165823289
- WorldCat: E39PBJxmBmDVBcCDrJ3fcqHV4q